# 大朝交通
大朝交通（おおあさこうつう）は、広島県山県郡北広島町大朝に本拠を持つ路線バス・観光バス・タクシー会社である。観光事業のみだったが、中国JRバス、広電バスなどの大朝地区バス路線一部撤退により北広島町の援助の下路線バス事業を引き継いだ。広島電鉄から引き継いだ大朝千代田線はホープバスと呼ばれている。本社は山県郡北広島町大朝2487。
ホープバス協同組合に加盟。

## 沿革
- 1971年12月22日 設立。
- 1985年5月2日 大朝 - 美和間代替バス運行開始。[1]
- 2006年7月1日 ホープタクシー大朝（予約制定時運行型乗合タクシー）の運行を開始。
- 2021年3月 キッチンカー事業に参入。
- 2023年3月31日 上大塚～大朝間廃止、運行日が毎日運行になる(上大塚～大朝間はホープタクシーによる代替)

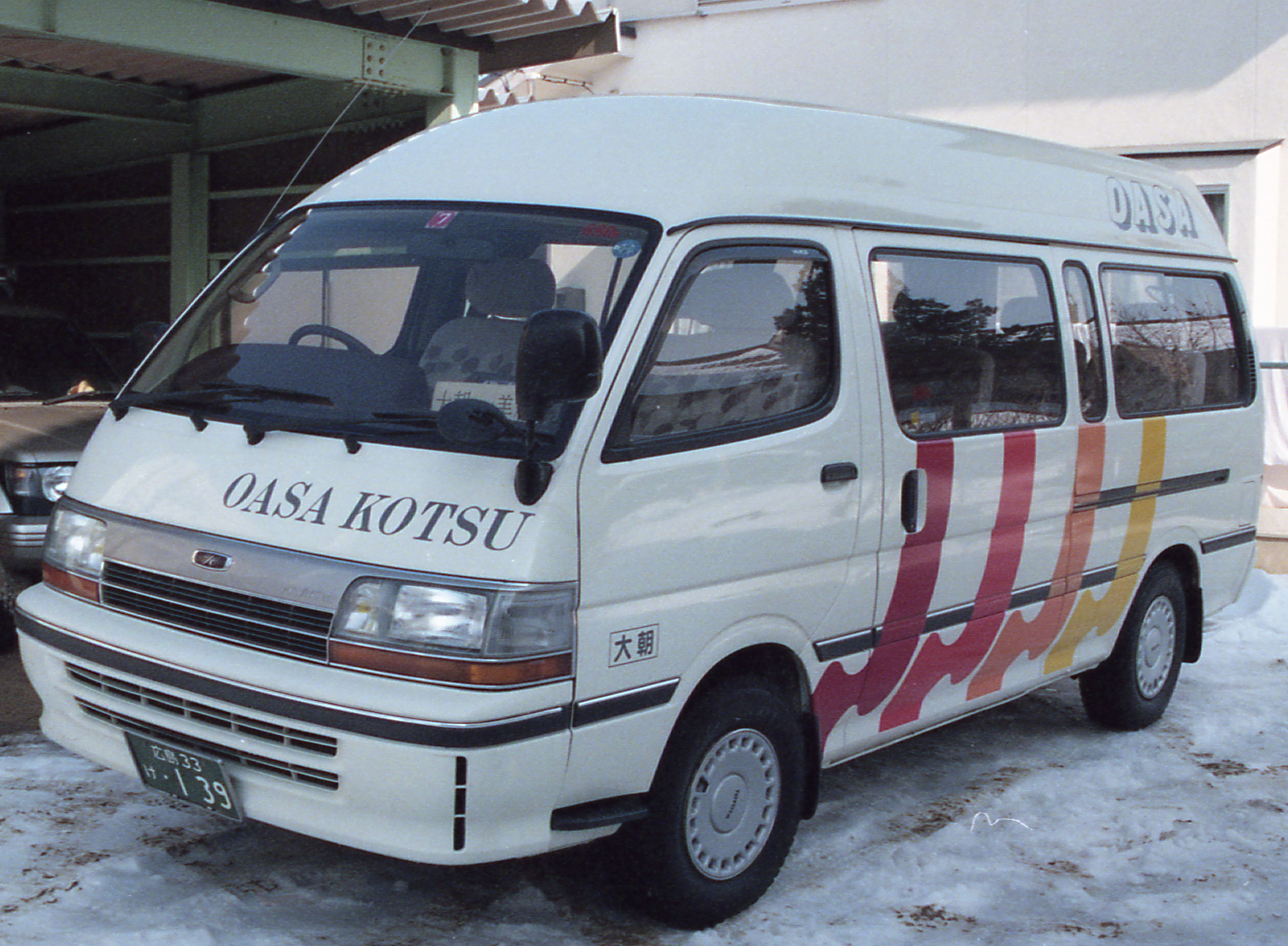
大朝 - 美和線の車両（1996年当時）
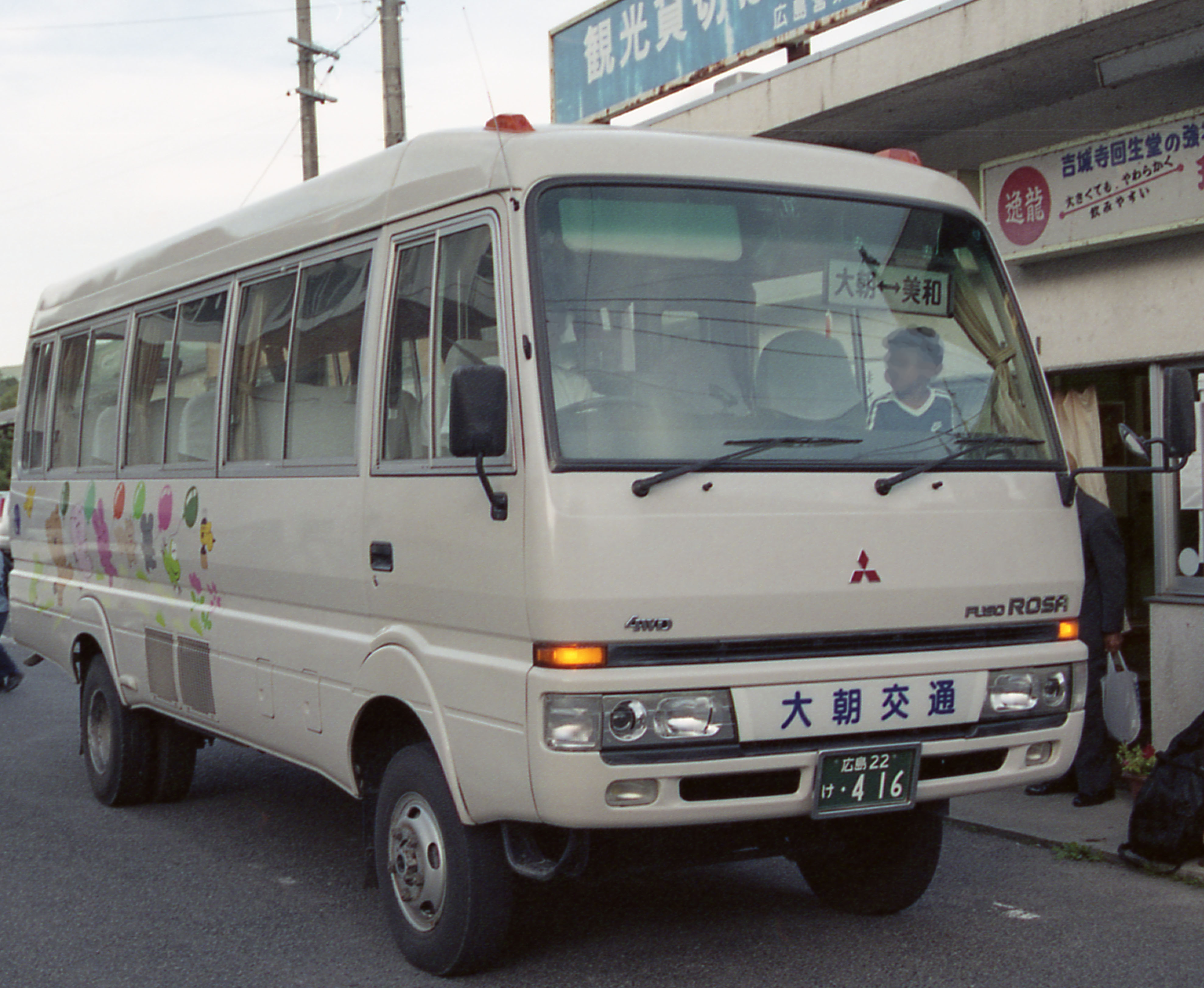
大朝 - 美和線の車両（2000年当時）

## 運行路線

### 乗合バス
- 各路線とも大朝駅へ乗り入れている。
- 以前は中国JRバスなどでバスカードが使用できたが、現在大朝交通では共通バスカードは利用できない。

#### 広域路線バス

##### 大朝千代田線（ホープバス）
- 上大塚 - 大朝駅 - 大朝IC - 安芸新庄 - 蔵迫 - 壬生口 - 北広島町役場前 - 千代田ICバスセンター - 壬生 - 北広島病院
  - 大朝駅 - 千代田ICバスセンター間は中国JRバスと並行運行（ただし、中国JRバスは大朝IC・北広島町役場前を経由してなかった）。
  - 日祝は運休だったが、JRバス廃止後は毎日運行にかわっている

#### 大朝地域内バス
- 運賃は以下の通りとなっている。
  - 以下の場合は大人300円、小学生・幼児150円、大人障害者等150円、小学生・幼児障害者等80円、乳児は無料。
    - 大朝地域内（大朝IC - 大前原間）のみ、または芸北地域内（中谷橋 - 安芸美和（美和診療所）間）のみの場合。

  - 大朝地域と芸北地域にまたがる場合は大人400円、小学生・幼児200円、大人障害者等200円、小学生・幼児障害者等100円、乳児は無料。
- 全便日曜日・祝日・お盆・年末年始運休。

##### 美和線
- 大朝IC - 大朝駅 - 筏津芸術村前 - 安芸美和（美和診療所）

### ホープタクシー大朝（乗合タクシー）
- ホープタクシーは乗合タクシーであるが、法律上は一般乗用旅客自動車運送事業（タクシー）ではなく、一般乗合旅客自動車運送事業（乗合バス）として扱われる。
- 利用の際は予約センターへの電話予約が必要となる。
- 運賃は大人500円、小学生・幼児250円、乳児は無料。
  - 新庄エリア（北広島タクシーが運行）への乗り継ぎの場合は大人200円、小学生・幼児100円を加算。
- 全便日曜日・祝日・お盆・年末年始運休。

#### 大朝エリア
- 大谷 - 筏津 - 田原 - 大朝駅 - 大朝IC - 新庄 - 原東

### 貸切バス
- 貸切バスはホープバス協同組合加盟各社で共同配車を行っており、大型バスのボディデザインは「HOPE LINER」で統一されている。